# 朗布依埃城堡
朗布依埃城堡（法語：Château de Rambouillet）是法國法蘭西島大區城市朗布依埃的一座法式城堡，位於巴黎東南50公里處。朗布依埃城堡目前是法國總統的別邸之一。

## 外部連結

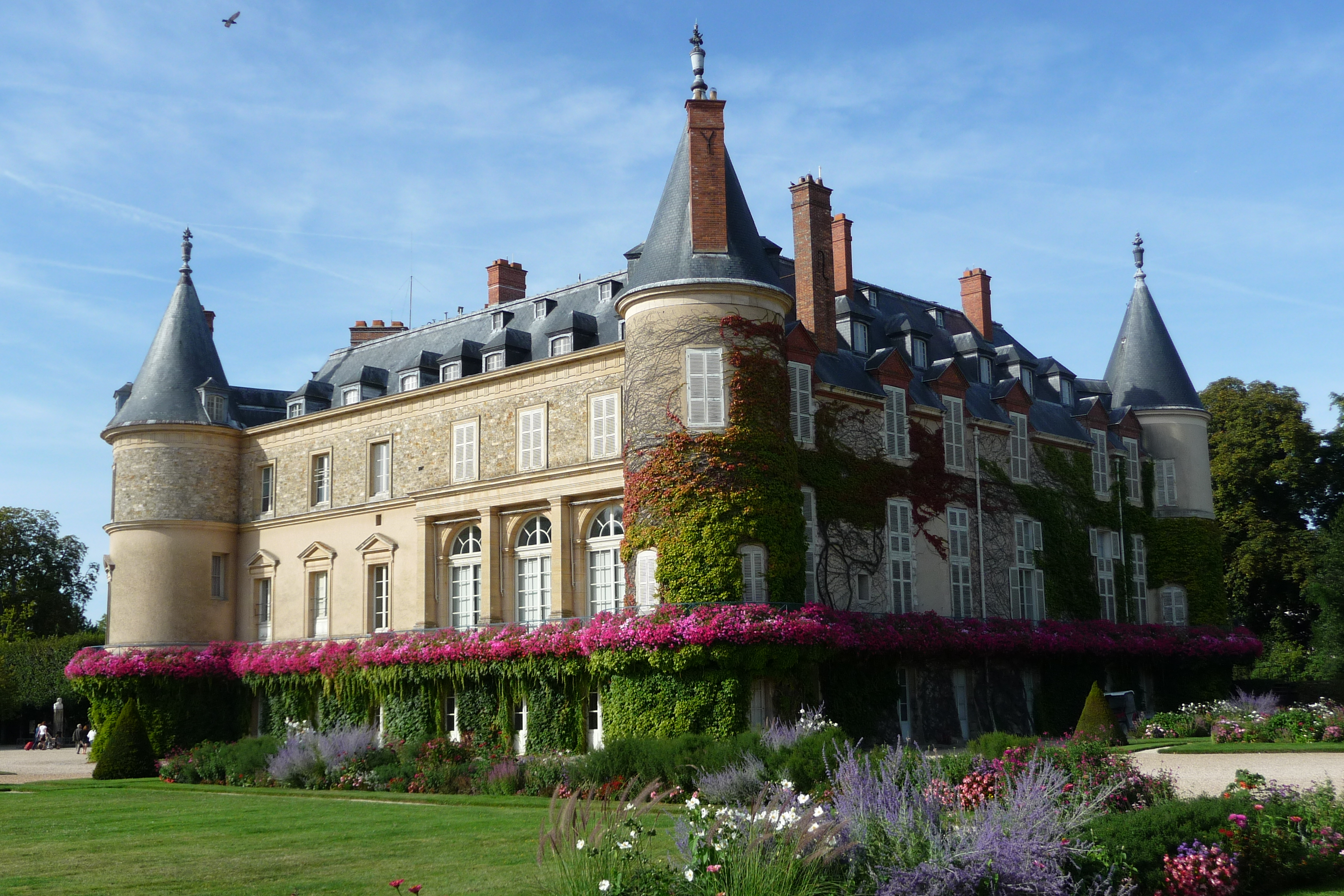
朗布依埃城堡

- Château de Rambouillet （页面存档备份，存于） - official site